# Rico Peter (Bobfahrer)
Rico Peter (* 13. September 1983 in Luthern, Kanton Luzern) ist ein ehemaliger Schweizer Bobsportler.

## Werdegang
Rico Peter begann 2003 als Anschieber mit dem Bobsport und debütierte 2005 als Pilot. Nach finanziellen Schwierigkeiten bestritt sein Team die Saison 2007/08 als Mitglied des Zürcher Bob Clubs, und nach weiteren Umstrukturierungen wurde es in das High-Potential-Kader des Schweizer Bobverbands aufgenommen. Daraufhin erfolgte in der Saison 2008/09 die internationale Premiere im Europacup, wo Peter in St. Moritz erste einstellige Resultate erzielte. Auch in den folgenden beiden Wintern startete er im Europacup und fuhr dort mehrmals sowohl im Zweier- als auch im Viererbob unter die Top 10. Im Februar 2011 startete er in Königssee erstmals bei den Weltmeisterschaften, konnte sich jedoch noch nicht unter den besten 20 platzieren.
In der Saison 2011/12 gab Peter sein Debüt im Weltcup mit 16. Plätzen im Zweier und Vierer in Igls. Sein bestes Saisonergebnis wurde ein 13. Rang im Vierer in Altenberg. Im Januar 2012 gewann er zudem im Viererbob in St. Moritz erstmals ein Rennen im Europacup. In der Folgesaison erreichte er erste Top-10-Platzierungen im Weltcup, darunter einen sechsten Platz im Vierer in La Plagne. Bei der Heim-WM 2013 in St. Moritz wurde er im Viererbob ebenfalls Sechster; im Zweier erreichte er den elften und im Teamwettbewerb den zehnten Rang. In die Saison 2013/14 startete er erneut im Europacup, wo er das Zweierrennen in Winterberg gewann, und erreichte beim Weltcup in Königssee ebenfalls im kleinen Schlitten den fünften Platz, was den Gewinn der Silbermedaille bei der  Europameisterschaft bedeutete. Bei den Olympischen Spielen von Sotschi ging er im Zweier mit Anschieber Jürg Egger an den Start und wurde Zehnter.
Im Weltcup 2014/15 erreichte Peter seine ersten Podestplatzierungen mit je einem dritten Rang im Zweier- und Viererbob sowie seinem ersten Weltcupsieg mit Simon Friedli im Zweier in Sotschi. In den Gesamtklassements erreichte er mit einstelligen Resultaten in 14 der 16 Saisonrennen den dritten Platz in der Zweier-, den sechsten in der Vierer- und den fünften in der Kombinationswertung. Zudem gewann er bei der  Europameisterschaft in La Plagne Bronze im Zweier mit Anschieber Bror van der Zijde. Die Weltmeisterschaft in Winterberg schloss er auf den Rängen 6 und 7 ab. Im Weltcup 2015/16 etablierte sich Peter auch im Viererbob in der Weltspitze mit drei dritten Plätzen in Königssee und Park City. Im Zweier feierte er mit Anschieber Thomas Amrhein in Whistler seinen zweiten Weltcupsieg zeitgleich mit dem koreanischen Duo Won/Seo und mit nur einer Hundertstelsekunde Vorsprung vor Kasjanow/Puschkarjow. Bei der Bob-Weltmeisterschaft 2016 in Igls wurde er im Zweierbob Zehnter und gewann im grossen Schlitten mit Bronze seine erste WM-Medaille. Zu Beginn der Weltcup-Saison 2016/17 erreichte Peter in beiden Schlitten zweite Ränge in Whistler, ehe ihm in Lake Placid sein erster Weltcupsieg im Viererbob gelang.
Peter war auch bei den Spielen 2018 in Pyeongchang am Start und wurde Vierter. Im gleichen Jahr beendete er seine Karriere.
Peter ist gelernter Landschaftsgärtner und arbeitet mittlerweile im Sommer als Chauffeur für ein Transportunternehmen.